# 任天堂情報開發本部
任天堂情報開發本部（一般簡稱EAD）曾是任天堂公司內部最大的一個分部門。
當初是由任天堂開發第四部（簡稱R&D4）所發展而來，在1989年更名為現稱。大部分由任天堂所製作的電子遊戲，其開發團隊或多或少都有EAD的參與。
EAD作為任天堂公司內部最知名的部門，出產了非常多的名作，包括有瑪利歐系列、薩爾達傳說系列、F-ZERO系列、星際火狐系列、皮克敏系列、動物森友會系列等。
任天堂於2004年進行了企業重組，在這次重組中把原來的任天堂第一開發部以及任天堂第二開發部整併到EAD底下。此後的EAD是在底下又分成五個獨立的工作小組製作部各自分工，另外在東京分店（地址：東京都台東區淺草橋5丁目21-5）還設有一個名為「東京製作部」（EAD Tokyo）的小組。
在2015年9月16日的公司的重组中，任天堂情報開發本部与任天堂企划开发本部被合并为任天堂企划制作本部。

## 組織架構
- 本部長：宮本茂
- 製作部長→總管：手塚卓志
- 第二組經理→副本部長:江口勝也
- 技術部長→技術製作部長：澤野貴夫

### 第一組
- 經理：紺野秀樹

主要代表作是瑪利歐賽車系列以及《任天狗》等。
代表作一覽：
| 中文譯名           | 遊戲平台  |
| ------------------ | --------- |
| 任天狗             | NDS       |
| 瑪利歐賽車DS       | NDS       |
| 瑪利歐賽車Wii      | Wii       |
| Nintendo DSi Sound | 任天堂DSi |
| 任天狗狗＋貓貓     | 任天堂3DS |
| 瑪利歐赛车7        | 任天堂3DS |
| 瑪利歐赛车8        | Wii U     |

### 第二組
- 經理：江口勝也→野上恒

主要代表作是Wii系列以及動物森友會系列等。
代表作一覽：
| 中文譯名                  | 遊戲平台 |
| ------------------------- | -------- |
| 歡迎光臨 動物森友會       | NDS      |
| Wii運動                   | Wii      |
| Wii第一次接觸             | Wii      |
| Wii Music                 | Wii      |
| 動物森友會 城市大家庭     | Wii      |
| Wii運動 度假勝地          | Wii      |
| 走出戶外 動物森友會       | 3DS      |
| 任天堂乐园                | Wii U    |
| 動物森友會廣場            | Wii U    |
| Wii運動俱乐部             | Wii U    |
| 斯普拉遁                  | Wii U    |
| 动物森友会 快乐之家设计师 | 3DS      |

### 第三組
- 經理：青沼英二

主要代表作是薩爾達傳說系列。
代表作一覽：
| 中文譯名                   | 遊戲平台  |
| -------------------------- | --------- |
| 薩爾達傳說：黃昏公主       | NGC／Wii  |
| 薩爾達傳說：夢幻沙漏       | NDS       |
| 林克的十字弓訓練           | Wii       |
| 薩爾達傳說：大地汽笛       | NDS       |
| 薩爾達傳說 時之笛 3D       | 任天堂3DS |
| 薩爾達傳說 禦天之劍        | Wii       |
| 薩爾達傳說 風之律動 HD     | Wii U     |
| 薩爾達傳說 众神的三角神力2 | 任天堂3DS |
| 薩爾達傳說 魔吉拉的面具 3D | 任天堂3DS |

### 第四組
- 經理：木村浩之

主要代表作有《新超级马里奥兄弟》以及《皮克敏》等。
代表作一覽：
| 中文譯名            | 遊戲平台 |
| ------------------- | -------- |
| 超級瑪利歐64 DS     | NDS      |
| 捕捉！觸摸！耀西！  | NDS      |
| 靈活腦學校          | NDS      |
| 新超级马里奥兄弟    | NDS      |
| 以Wii遊玩：皮克敏   | Wii      |
| 以Wii遊玩：皮克敏2  | Wii      |
| 靈活腦學校 Wii      | Wii      |
| 新超级瑪利歐兄弟Wii | Wii      |
| 新超级瑪利歐兄弟2   | N3DS     |
| 新超级瑪利歐兄弟U   | Wii U    |
| 皮克敏3             | Wii U    |
| 新超級路易吉U       | Wii U    |
| 超級瑪利歐創作家    | Wii U    |

### 第五組
- 經理：杉山直

主要代表作為《Wii Fit》相關。
| 中文譯名      | 遊戲平台  |
| ------------- | --------- |
| Wii Fit       | Wii       |
| Wii Fit Plus  | Wii       |
| 鋼鐵潛艦      | 任天堂3DS |
| 星際火狐64 3D | 任天堂3DS |
| Wii Fit U     | Wii U     |

### 東京製作部
- 經理：清水隆雄

該部門成員主要來自製作3D動作類型的瑪利歐系列作品的製作人員。
代表作一覽：
| 中文譯名           | 遊戲平台 |
| ------------------ | -------- |
| 大金剛叢林節奏     | GameCube |
| 超級瑪利歐銀河     | Wii      |
| 超級瑪利歐銀河2    | Wii      |
| 超級瑪利歐3D樂園   | 3DS      |
| 超級瑪利歐3D世界   | Wii U    |
| 前進！奇諾比奧隊長 | Wii U    |

## 其他所屬名人

### 合併前
- 近藤浩治
- 日野重文
- 今村孝矢
- 戶高一生
- 足助重之
- 永田權太
- 小泉歡晃（東京製作部）
- 横田真人（東京製作部）

### 過去
- 田邊賢輔（轉至企劃開發部）
- 小田部羊一（退休）